# Warren (Arkansas)
Warren és una població dels Estats Units a l'estat d'Arkansas. Segons el cens del 2000 tenia 6.442 habitants.

## Demografia
Segons el cens del 2000, Warren tenia 6.442 habitants, 2.569 habitatges, i 1.692 famílies. La densitat de població era de 362 habitants/km².
Dels 2.569 habitatges en un 29% hi vivien nens de menys de 18 anys, en un 44,6% hi vivien parelles casades, en un 17,9% dones solteres, i en un 34,1% no eren unitats familiars. En el 31,4% dels habitatges hi vivien persones soles el 15,6% de les quals corresponia a persones de 65 anys o més que vivien soles. El nombre mitjà de persones vivint en cada habitatge era de 2,36 i el nombre mitjà de persones que vivien en cada família era de 2,96.
Per edats la població es repartia de la següent manera: un 24% tenia menys de 18 anys, un 9% entre 18 i 24, un 24,8% entre 25 i 44, un 21,5% de 45 a 60 i un 20,8% 65 anys o més.
L'edat mediana era de 39 anys. Per cada 100 dones de 18 o més anys hi havia 80,6 homes.
La renda mediana per habitatge era de 22.162 $ i la renda mediana per família de 27.618 $. Els homes tenien una renda mediana de 27.778 $ mentre que les dones 17.247 $. La renda per capita de la població era de 13.453 $. Entorn del 24,3% de les famílies i el 28,7% de la població estaven per davall del llindar de pobresa.

## Poblacions més properes
El següent diagrama mostra les poblacions més properes.